# Polygonum sibiricum
Espèce
Polygonum sibiricum est une espèce de plante de la famille des renouées (Polygonaceae).